# 설명 (이야기)
서술 설명, 또는 단순히 설명은 이야기 내의 중요한 배경 정보의 삽입이다. 예를 들어, 특히 문학적 맥락에서 설정, 등장 인물의 뒷이야기, 이전의 음모 사건, 역사적 맥락, 설명 등에 대한 정보는 이야기에 내장된 설명문의 형태로 나타난다. 설명은 알렉산더 베인과 존 지넝에 의해 묘사, 의논 및 시점과 함께, 네 가지 수사 방식 (또한 담론의 방식이라고도 한다) 중 하나로 밝혀졌다. 각 수사 방식은 다양한 형태로 존재하고, 각각은 자신의 목적과 관습을 갖는다. 설명하는 방법에는 여러 가지가 있다.

## 같이 보기
- 글 속 대사
- 설명문
- 보여라, 말하지 말고